# Ismael (rabino)
Ismael bem Elias (Ishmael ben Elisha; comumente conhecido como Rabi Ishmael ou רבי ישמעאל) foi um tanaíta dos séculos I e II, contemporâneo de Aquiba.

## Biografia
De acordo com o Talmude (Bava Kama, 80a; Tossefta, Ḥal. I. 10), Rabi Ishmael era descendente de uma rica família sacerdotal da Galileia. Quando jovem, à época da primeira guerra judaico-romana, foi levado cativo pelos romanos, de onde foi resgatado e levado de volta à Terra de Israel por Rabi Yehoshua ben Ḥanania, seu primeiro mestre (Tossefta, Hor. II. 5; Guitin 58a).

Embora dentre seus professores somente Neḥunia ben ha-Kanê seja expressamente mencionado (Shevuót, 26a), indubitavelmente Ishmael aprendeu muito de Rabi Yehoshua, que o chamava de irmão (Avodá Zará, II, 5; Tossefta, Pará, X, 3).